# 狮鹫

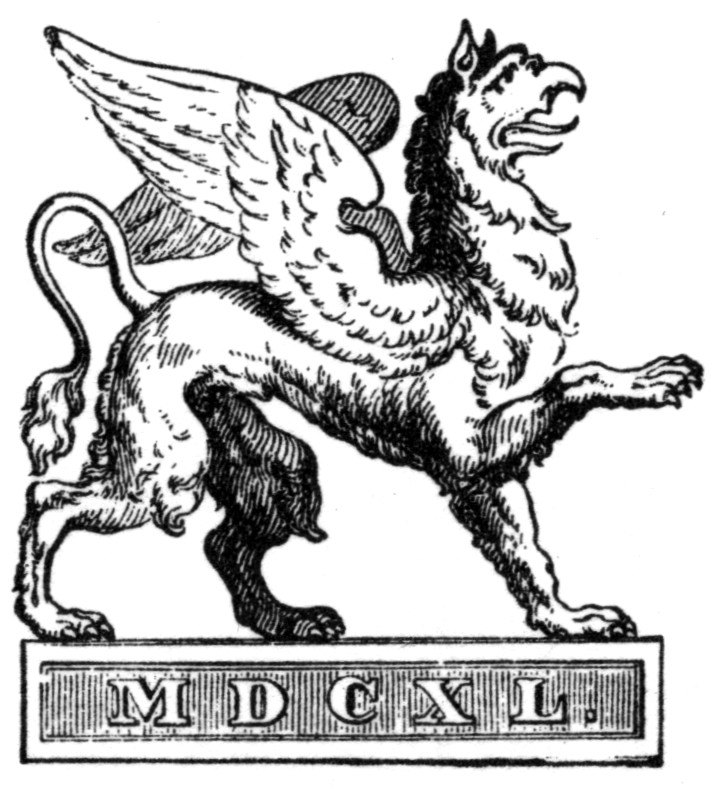
獅鷲獸

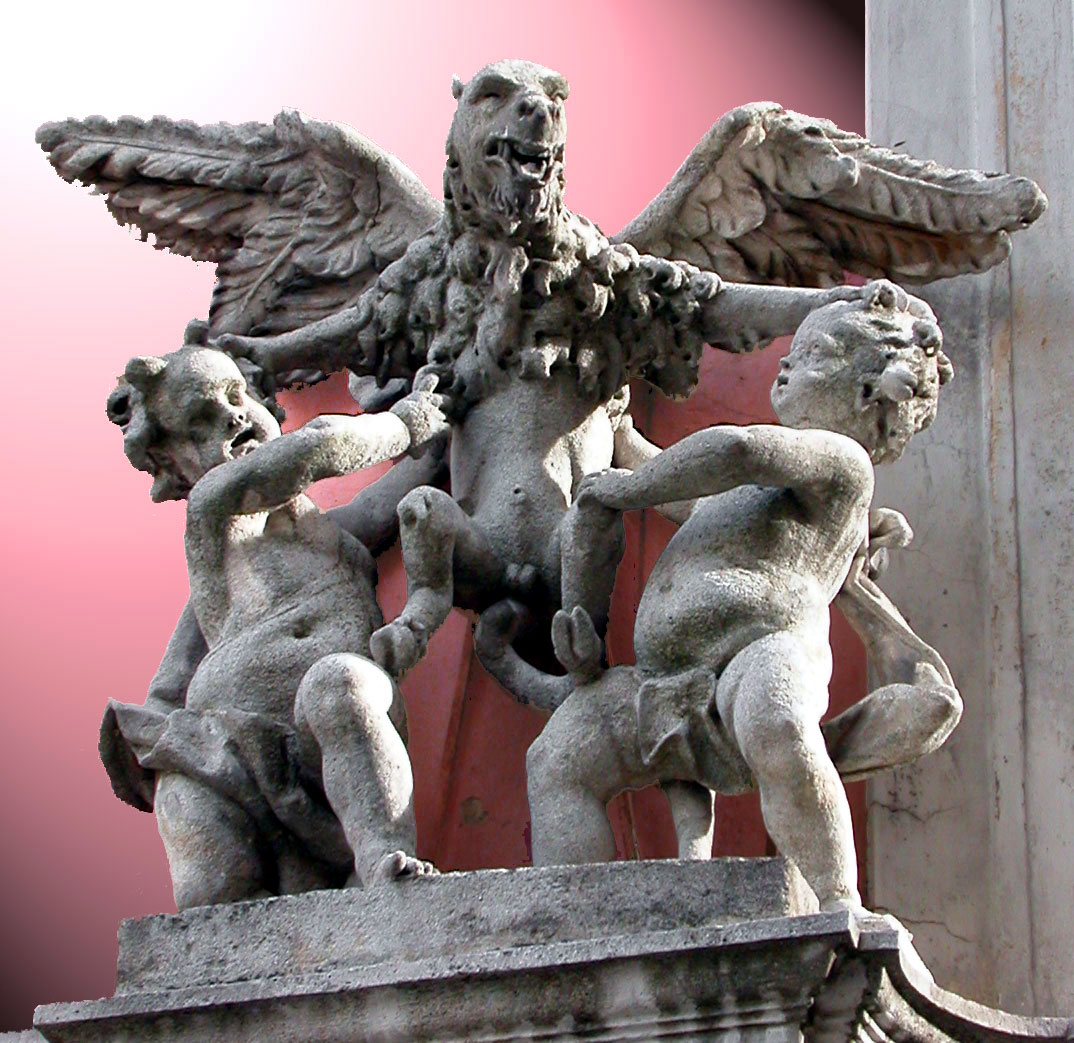
獅鷲雕像

獅鷲獸是一种流行於西亞到地中海一帶的傳說生物，也稱「格里芬」、「鷹頭獅」、「鷹獅」、「狮身鹰」、「鷲頭飛獅」、「獅鳥」、「狮身鹰首兽」、「獅身鷹首翼獸」。它拥有狮子的身体及鹰的头、喙和翅膀。因为狮子和鹰分别称雄于陆地和天空，鷹頭獅被視為強大、尊貴的象徵。

## 起源
最早對獅鷲的描繪可追溯至公元前3000年之前的古埃及與古波斯藝術。 在失传的斯基泰人古诗《独目人 （页面存档备份，存于）》中，狮鹫像老鹰一样筑巢、產卵，居住在从现代乌克兰延伸至中亚的斯基泰草原中，在那裏金子和宝石的储量非常丰富。它负责看管金矿和暗藏的珍宝。当陌生人靠近准备搜集宝石时，狮鹫会扑上前去把他们撕成碎片。由於這些人常常騎著馬前來，因此獅鷲見到馬時也同樣會展開攻擊，獅鷲和馬的世仇即是由此而來。斯基泰人使用了在这个区域发现的巨型石化骨头作为狮鹫存在的证明，从而使外人不敢前去采集金子和宝石。
古老的埃兰人在他们的建筑中广泛地使用了狮鹫的标志。狮鹫在波斯神话裏被称做「Homa」并且狮鹫的形象被用作宫廷裏的雕塑和标志。在建筑图案裏，狮鹫通常以一只长着四隻脚，一对翅膀，拥有豹子头或者鹰头的神兽的形式出现。
最近有学者认为獅鷲的靈感可能來自古人對角龙下目恐龙化石的聯想，這類恐龍以巨大的頭部與鳥喙狀的嘴為特徵。

## 传播
有学者（如李零等）认为，如战国时期的中山王中出土的“错金银双翼神兽”（现藏河北博物院）、汉代出现的辟邪、南朝陵墓神道石刻中的有翼神兽等等之类的中国传统艺术形象的主题，乃是受到了格里芬的形象的影响；认为格里芬的形象通过欧亚草原，在春秋时代传播到了中国，在公元前6世纪至6世纪流行开来，逐渐本土化。

## 近代
狮鹫因其守護者的形象而被用作美國费城艺术博物馆的标志，在博物馆屋顶的每个角落都可以看到狮鹫的青铜铸件。
此外，在皇家和贵族的纹章中也常常可以见到狮鹫的图案。1953年，一个狮鹫的纹章被作为为英女王伊丽莎白二世的加冕仪式而雕刻的「十紋章獸」之一，代表英王愛德華三世的家族譜系，这个纹章目前依然在加拿大魁北克省加拿大文明博物館，蘭石的複製品於邱园中展示。
拉脱维亚国徽上也有狮鹫举剑的图案，代表该国的维泽梅及拉特加尔地区，还有一只狮鹫为护盾兽。立陶宛国徽（总统使用的版本）也有白色狮鹫为护盾兽。
阿姆斯特丹自由大學的校徽是藍色獅鷲。
瑞典斯科讷省及以其命名的斯堪尼亚汽车均以狮鹫为徽标。

## 文学

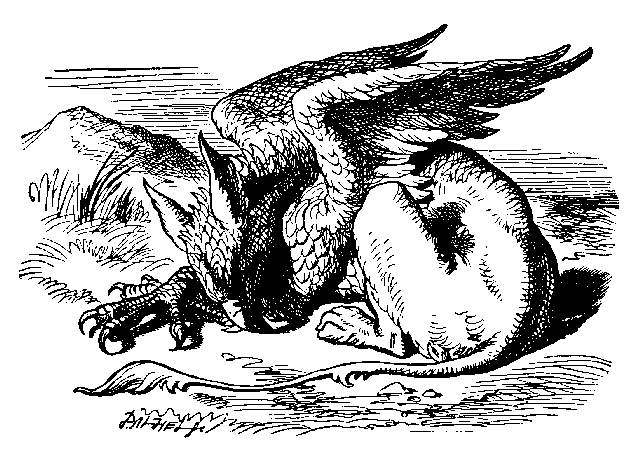
《爱丽丝梦游仙境》中的狮鹫

狮鹫出现在以下文学作品中：
- 《神曲》
- 《爱丽丝梦游仙境》
- 《哈利波特》
- 《納尼亞傳奇》
- 《奇幻精靈事件簿》
- 《魔兽系列》